# エルモ・ウィリアムズ
ジェームズ・エルモ・ウィリアムズ（James Elmo Williams, 1913年4月30日 - 2015年11月25日）は、アメリカ合衆国の編集技師、プロデューサー、映画監督、映画会社重役である。『真昼の決闘』によりアカデミー編集賞を受賞した。2006年に『Elmo Williams: A Hollywood Memoir』を出版した。

## 生い立ちと私生活
オクラホマ州ローンウルフで生まれる。1940年に結婚し、2人の娘と1人の息子をもうける。夫婦は1983年にオレゴン州ブルッキングズに移った。2008年12月にウィリアムズは妻を偲んで市に礼拝堂を寄贈した。
2013年4月にウィリアムズは100歳を迎えた。
2015年11月25日にブルッキングズの自宅で102歳で亡くなった。

## キャリア
ウィリアムズの編集作には『真昼の決闘』（1952年）、『海底二万哩』（1954年）、『ヴァイキング』（1958年）などがある。プロデューサーとては『史上最大の作戦』（1962年）や『クレオパトラ』（1963年）、『トラ・トラ・トラ!』（1970年）を手がけている。1971年から1974年のあいだは20世紀フォックスの制作部門の責任者を務めていた。
ウィリアムズはアカデミー長編ドキュメンタリー映画賞受賞作である『Design for Death』（1947年）を編集した。ウィリアムズ自身はフレッド・ジンネマン監督による『真昼の決闘』（1952年）でアカデミー編集賞を受賞した。またリチャード・フライシャー監督の『海底二万哩』（1954年）でも同部門にノミネートされた。
ウィリアムズはアメリカ映画編集者協会（ACE）の会員でもあった。1971年にゴールデン・エディ賞、1990年に生涯功労賞を受賞した。

## フィルモグラフィ

### 映画
- ノー・ノー・ナネット No, No, Nanette (1940) 編集
- Design for Death (1947) 編集
- ボディ・ガード Bodyguard (1948) 編集
- 真昼の決闘 High Noon (1952) 編集
- 背高きテキサス人 The Tall Texan (1953) 監督
- 海底二万哩 20,000 Leagues Under the Sea (1954) 編集
- 脱走女監獄 Blonde Bait (1956) 監督・編集
- アパッチの猛襲 Apache Warrior (1957) 監督
- ヴァイキング The Vikings (1958) 編集監修
- 史上最大の作戦 The Longest Day (1962) アソシエイトプロデューサー
- クレオパトラ Cleopatra (1963) 編集（クレジット無し）
- トラ・トラ・トラ! Tora! Tora! Tora! (1970) 製作
- キャラバン Caravans (1978) 製作
- 愛の7日間 Man, Woman and Child (1983) 製作
- アーネスト キャンプに行く! Ernest Goes to Camp (1987) 製作総指揮

### テレビシリーズ
- バイキング Tales of the Vikings (1959) 計2話監督

## 関連文献
- Barnes, Mike (2015年11月25日). “Elmo Williams, Oscar-Winning Film Editor on 'High Noon,' Dies at 102”. The Hollywood Reporter